# Shimizu Muneharu
Shimizu Muneharu (清水 宗治?   1537 – 23 de junio de 1582) fue un samurái japonés del período Sengoku de la historia de Japón. Fue vasallo del clan Mōri así como el comandante del Castillo Takamatsu, conocido además como Shimizu Chōzaemon (清水 長左衛門?). 
Muneharu estaba al servicio del clan Mōri bajo las órdenes de Kobayakawa Takakage y participó en la expedición que se desarrolló para unificar la región de Chūgoku.
En 1582 Toyotomi Hideyoshi, quien en ese tiempo era vasallo de Oda Nobunaga, lideró una campaña para pacificar la región, por lo que Muneharu se refugió en el castillo con el afán de resistir el asedio. Siguiendo los consejos de Kuroda Yoshitaka, Hideyoshi inundó el castillo durante el mes de junio. Durante el transcurso del Asedio de Takamatsu, Hideyoshi se enteró de la muerte de Nobunaga debido a la traición de Akechi Mitsuhide durante el Incidente de Honnōji, por lo que se apresuró a establecer condiciones para que las tropas de Muneharu se rindieran rápidamente, en la que se incluía que las vidas de sus soldados serían perdonadas si Muneharu cometía seppuku a lo que accedió. De esta forma, Muneharu murió a los 45 años de edad.
La tumba de Muneharu se encuentra en el Seikyō-ji, en Hikari, Prefectura de Yamaguchi.